# L'equilibrista con la stella
L'equilibrista con la stella è un film italiano del 2021 diretto e interpretato da Davide Campagna.

## Trama
Alto Adige, durante la Seconda guerra mondiale. Anastasia è una giovane equilibrista, ebrea figlia di ex artisti del circo. Le vite di quest'ultima e di un ragazzo circense, Thomas, si incrociano quando il circo Freit giunge nel paese dove lei vive.
È il 1943. Ci sono le leggi razziali contro gli ebrei, quindi per paura la ragazza esce raramente di casa. È costretta ad allenarsi in un luogo abbandonato perché le è vietato frequentare qualsiasi palestra, così come le è stato impedito di continuare le lezioni di violino.
I due ragazzi presto si innamorano, ma sarà un amore pieno di sacrifici, per via dell'emanazione delle Leggi razziali fasciste. A causa di queste Anastasia è costretta a nascondersi nel circo, ma pure qui la situazione non è facile. Nel frattempo la famiglia di Anastasia rimane a casa e raggiunge la ragazza in un secondo momento.
Presto le cose si complicano: Anastasia e Thomas aspettano un bambino e quando la pancia è troppo evidente lei viene mandata via dal circo. Anastasia torna a casa dalla nonna e poco dopo partorisce, ma una notte, quando anche la nonna viene deportata, la ragazza, rimasta sola, torna al circo. Nonostante i timori del direttore del circo a causa dei continui controlli della Gestapo, egli accetta di farla esibire in pista truccata in modo che sia irriconoscibile. Durante un bombardamento sulla città, che manda in fiamme il circo,  Artur blocca l'uscita dal carrozzone della ragazza che però riesce a mettersi lo stesso in salvo con il bambino scappando dalla finestra. Il circo entra quindi in un periodo di crisi, e i mesi successivi vengono impiegati per ricostruirlo. Ma Artur, il figlio del direttore del circo Freit, cerca in ogni occasione di far passare ad Anastasia la voglia di restare al circo.
Un giorno, prima di uno spettacolo, Artur sabota il filo, per cui la ragazza, non appena vi sale sopra in equilibrio, scivola e fa cadere il cappello che le nasconde i lunghi capelli. La ragazza viene riconosciuta da due Ufficiali della Gestapo seduti tra il pubblico che la vogliono arrestare, ma Adolf riesce ad impedirlo, e viene inoltre a sapere da Thomas che a sabotare il filo è stato suo figlio Artur.
Adolf è riuscito a salvare l'ebrea, ma a grosse condizioni, che mettono il circo in uno stato di fermo. Nessun artista può più lavorare, molti se ne vanno e pochi restano. La ragazza ebrea deve andarsene e sparire, ma non ha dove andare, ovunque è pericoloso. Anastasia corre il rischio di essere deportata, ma fa la pericolosa scelta di rimanere al circo.
La guerra sta per finire, così i tedeschi stanno trasferendo i deportati da un campo di concentramento all'altro.
Durante una sosta vicino al circo, essendo rimasti pochi soldati, la Gestapo chiede aiuto agli uomini del circo per costruire una base vicino al lago. Vanno Artur, Thomas, Adolf e altri. Un deportato ebreo cade. Altri due cercano di aiutarlo, ma una SS li spinge via e spara in testa all'uomo caduto. Alla vista di quanto accaduto, vedendo la cruda realtà, Artur si impressiona e inizia a pentirsi delle sue azioni. Al ritorno al circo, la SS che li accompagna intravede una ragazza che stende il bucato: non sa che è Anastasia, ma la ragazza, alla vista dell'ufficiale, va nel panico e inizia a correre. La SS insospettita la rincorre, Anastasia inciampa, sta per essere raggiunta. Ma Artur interviene in suo aiuto bloccando l'ufficiale. Ne segue un combattimento alla fine del quale entrambi perdono la vita.
Nel frattempo Anastasia e Thomas giungono in una strada dove vedono passare centinaia di persone, di soldati e di carri armati americani: la guerra è finita. Thomas e Anastasia si baciano, finalmente si possono sposare.

## Produzione
Il film è prodotto da The Palma Movie, con il sostegno di Vena Artistica e il contributo dell'Ufficio cultura di Bolzano. Il film ha ottenuto il patrocinio del Comune di Torino e della Film Commission Torino Piemonte. Le riprese sono iniziate il 26 ottobre 2016 e si sono protratte per circa 3 anni, più altri due anni di montaggio e post-produzione. 

### Soggetto
Il film è liberamente ispirato al libro Il clown e la cavallerizza di Ingeborg Prior (Ugo Mursia Editore). La sceneggiatura originale è stata scritta da Valeria Volpe.

## Distribuzione
Il primo trailer è stato diffuso l'11 settembre 2019. Il trailer del film ha avuto una candidatura come Miglior Pitch-Trailer al Trailers FilmFest 2019. A partire dal 10 dicembre 2021 il film è disponibile su Prime Video UK e US. In Italia il film è uscito il 23 Maggio su Amazon Prime Video, distribuito da Direct to Digital. Dal 1 marzo 2023 il film è disponibile su Chili TV. Da dicembre 2023 il film è stato inserito nella collezione di Margaret Herrick degli Academy Awards. 